# Саатчи, Чарльз
Чарльз Саа́тчи (араб. تشارلز ساعاتجي‎, англ. Charles Saatchi; 9 июня 1943, Багдад) — основатель (вместе со своим братом Морисом Саатчи) рекламного агентства «Саатчи и Саатчи» (англ. Saatchi & Saatchi), бывшего до 1995 года самым крупным в мире. Позже братьями Саатчи было основано новое агентство «M&C Saatchi»
Чарльз Саатчи также всемирно известен как коллекционер современного искусства и владелец Галереи Саатчи, и, в особенности, за свою поддержку движения Молодые британские художники, включая Дэмиена Хёрста и Трейси Эмин.

## Биография
Чарльз Саатчи родился в семье иракских евреев в Багдаде. В возрасте четырёх лет переехал вместе с семьей в Лондон. В 17 лет Чарльз Саатчи бросил школу и уехал в США. В 1965 году в 22 года он начал работать копирайтером в лондонском представительстве американского агентства Benton & Bowles.
В 1970 году вместе со своим братом Морисом Саатчи основал рекламное агентство «Саатчи и Саатчи», ставшее к 1986 году крупнейшим в мире. Пример удачной кампании агентства — избирательная кампании Консервативной партии под руководством Маргарет Тэтчер.
В 1995 году братья Саатчи покинули компанию и основали новое агентство — «M&C Saatchi»., уведя с собой значительную часть клиентов, таких как, например, British Airways.

## Роль в искусстве
Первую покупку картины совершил в 1973 году в Париже. Это была реалистическая работа британского художника Дэвида Хэфера. Вкусы Саатчи постепенно изменились: от «Лондонской школы» через американское абстрактное искусство и минимализм к Молодым британским художникам, чьи работы он впервые увидел на выставке Freeze. Известность Саатчи как покровителя искусства достигла своего пика к 1997 году, когда часть его коллекции была представлена на выставке Sensation, впервые показанной в Королевской академии в Лондоне, а затем в Берлине и Нью-Йорке. Выставка получила скандальную известность (например работа «Myra» Маркуса Харви) и способствовала консолидации позиции Молодых британских художников.
Политическое значение деятельности Саатчи было усилено выставкой «New Labour» состоявшейся в 2001 году в галерее Саатчи. Название можно интерпретировать как «новые работы», но одновременно оно означает название нового политического курса Лейбористской партии под руководством Тони Блэра. В 2003 году Галерея Саатчи переехала в бывшее здание Лондонского городского совета, где в помещении палаты совета была выставлена работа Дэмиена Хёрста «Гимн», представлявшая собой огромную скульптуру разделанного человеческого тела, скопированную с пособия по детской анатомии. На сегодняшний день галерея Саатчи является самой популярной лондонской галереей: так в 2012 году четыре выставки из этой галереи попали в топ-10 самых посещаемых столичных выставок.
24 мая 2004 года пожар уничтожил значительное количество произведений искусства, принадлежавших Саатчи. Потери, по некоторым оценкам, составили 50 миллионов фунтов стерлингов.
В 2006 году Саатчи в сотрудничестве с Королевской академией организовал выставку «США сегодня» (USA Today). На выставке были представлены молодые американские художники, многие из которых неизвестны, но, по мнению Саатчи, станут новым поколением арт-звезд. В 2007 вторая версия выставки была показана в Эрмитаже в рамках проекта «Эрмитаж 20/21».
В 2009 Эрмитаж показал премьеру выставки «Новояз» (Newspeak), представившей новейшее поколение британских художников из коллекции Галереи Саатчи.